# Cemitério de naves espaciais
O Cemitério de Naves Espaciais é uma área no sul do Oceano Pacífico, à 3 900 km ao sudeste da Wellington, Nova Zelândia, Onde espaçonaves, notavelmente a estação espacial Mir e cargueiros espaciais usados Progress estão localizados e têm sido rotineiramente depositados. O local foi escolhido devido a ser remoto e portanto a reentrada não ameaçaria a vida humana.
Outras naves espaciais que rotineiramente usam o sul do Pacífico como localização para a reentrada incluem vários outros cargueiros espaciais para a ISS: o japonês H-II da JAXA, e o Veículo de Transferência Automatizado (ATV) da ESA.

## Documentação de reentrada
Uma particularmente bem documentada reentrada e quebra sobre o Pacífico Sul foi gravada por uma grande equipe da NASA e ESA em setembro de 2008, seguindo a primeira missão do ATV da ESA chamado de Jules Verme para a Estação Espacial Internacional em março de 2008.
Em 5 de setembro de 2008, Jules Verme desligou-se da ISS e manobrou para uma posição orbital 5 km abaixo da ISS. Ele ficou nessa órbita até a noite do dia 29 de setembro.
À 10:00:27 UTC, Jules Verne começou a queima em de-órbita de 6 minutos, seguido por uma segunda queima de 15 minutos à 12:58:18 UTC.À 13:31 GMT, Jules Verne reentrou na atmosfera a uma altitude de 120 km e completou a sua destrutiva reentrada como planejado no 12 minutos seguintes.
Depositando restos no Pacífico Sul, ao sudoeste do Taiti.
O depósito dos restos no Pacíco Sul foi gravado em vídeo e ainda fotografado por duas aeronaves voando sobre o Oceano para propósitos de recolher informações.
O documentário da NASA do projeto está na galeria abaixo.

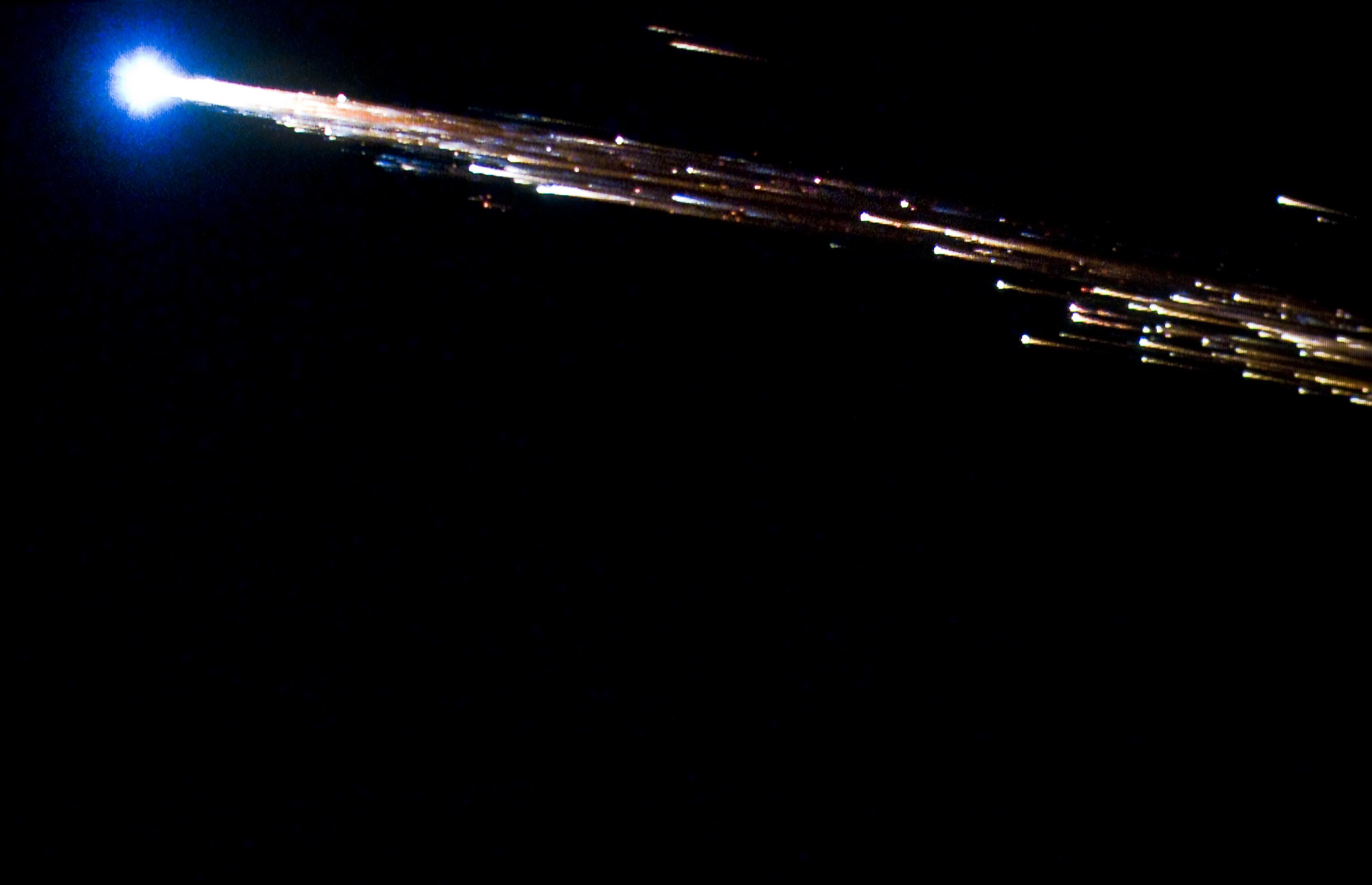
Jules Verne reentra na atmosfera
- Atrás das cenas da equipe de observação da reentrada do ATV.  NASA, 2008